# Schneeweißer Alant
Der Schneeweiße Alant (Inula candida) ist eine Pflanzenart aus der Familie der Korbblütler (Asteraceae). Es gibt mehrere ähnliche Kleinarten.

## Merkmale
Der Schneeweiße Alant ist eine immergrüne, ausdauernde, krautige Pflanze oder ein Halbstrauch, der Wuchshöhen von 10 bis 30 Zentimeter erreicht. Die Blätter messen 3 bis 9 × 1 bis 1,5 Zentimeter und sind breit lanzettlich, schneeweißfilzig und gestielt. Die Blütenköpfe haben einen Durchmesser von 1 bis 1,8 Zentimeter. Die äußeren Hüllblätter sind zurückgebogen und haben lange Spitzen.
Die Blütezeit reicht von Juli bis August.
Die Chromosomenzahl beträgt 2n = 16.

## Vorkommen
Der Schneeweiße Alant kommt in Griechenland und auf Kreta vor.

## Nutzung
Der Schneeweiße Alant wird selten als Zierpflanze für Steingärten genutzt.